# Kenneth Schuermans
Kenneth Schuermans (Genk, 25 maggio 1991) è un calciatore belga, difensore dell'Houtvenne.